# Tribunal del Clan Imperial
El Tribunal del Clan Imperial ( 宗人府; pinyin: Zōngrén Fǔ; Wade-Giles: Tsung-jen Fu) fue una institución judicial responsable de todos los asuntos relacionados con la familia imperial bajo las dinastías Ming y Qing de la China imperial.

## Historia
Fue establecido en 1389 por el Emperador Hongwu, basándose en instituciones anteriores como el "Tribunal de la Familia Imperial" (宗正寺, Zōngzhèng Sì) de las dinastías Tang y Song y la "Oficina del Clan Imperial" (太宗正院, Tài Zōngzhèng Yuàn) de la dinastía Yuan.
Bajo la dinastía Ming, el Tribunal era gestionada por el Ministerio de Ritos; durante la dinastía Qing, estaba al margen de la burocracia regular. Bajo ambas dinastías, el Tribunal estaba formada por miembros del clan imperial nombrados directamente por el emperador. Los miembros del clan imperial que cometían crímenes no eran juzgados a través del sistema legal regular, sino por el Tribunal del Clan Imperial, y estaban sujetos a estándares y garantías distintos al resto de súbditos imperiales. Durante la dinastía Ming, el Tribunal del Clan Imperial también estuvo a cargo de juzgar los delitos de los ministros y altos funcionarios del Imperio Chino Aunque los miembros del clan imperial Qing estaban registrados bajo los Ocho Estandartes, pero seguían estando bajo la jurisdicción del Tribunal del Clan Imperial. El Tribunal utilizaba informes periódicos sobre nacimientos, matrimonios y defunciones para recopilar la genealogía del clan imperial (玉牒, Yùdié). La genealogía imperial fue revisada 28 veces durante la dinastía Qing.

### Vietnam
El reino de Vietnam también estableció una institución similar por influencia de la cultura China. A finales de la dinastía Trinh, se fundó un Zhonggbu (宗正府) a cargo de los asuntos del clan imperial. Éste tribunal fue posteriormente renombrado  Daejonggbu (大宗正府). Durante la dinastía Le, el nombre se cambió a Jonginbu (宗人府). El tribuna siguió existiendo con diversos nombres durante la dinastía Nguyen. En 1897, el control del tribunal pasó de manos de la corte imperial vietnamita a las autoridades coloniales de la Indochina francesa, aunque el tribunal se mantuvo.